# Under the Covers: Essential Red Hot Chili Peppers
„Under the Covers: Essential Red Hot Chili Peppers“ е сборен албум на американската фънк рок група Ред Хот Чили Пепърс, издаден през 1998 от EMI. Всички песни в албума са кавъри, като „They're Red Hot“ е включена след споразумение между EMI и Уорнър Брадърс.
Издаването на албума съвпада с периода, когато Дейв Наваро напуска Ред Хот Чили Пепърс и групата връща в редиците си Джон Фрушанте.